# Institutul Pontifical Oriental
Institutul Pontifical Oriental (în italiană Pontificio Istituto Orientale, colocvial Orientale) este o instituție catolică de învățământ superior, care se află la Roma. Proiectul de a crea o școală de înalte studii pentru creștinii răsăriteni a fost avut în vedere încă din vremea pontificatului papei Leon al XIII-lea, dar s-a trecut la realizarea concretă numai în anul 1917, în vremea pontificatului papei Benedict al XV-lea. Institutul Pontifical Oriental este afiliat în plan academic Universității Pontificale Gregoriana (fondată în 1551), alături de Institutul Pontifical Biblic (întemeiat în 1909). Toate cele trei instituții sunt conduse de Ordinul iezuit. Institutul Pontifical Oriental este subordonat direct Sfântului Scaun, dar administrarea și conducerea sa sunt încredințate iezuiților. Cardinalul prefect al Congregației pentru Bisericile Orientale este cancelarul Institutului Pontifical Oriental. Vicecancelar este superiorul general (prepozitul) al Societății lui Isus. Aprobarea programelor academice revine Congregației pentru Educația Catolică. 
Numărul studenților înscriși în anul academic 2018-2019: 351 la Facultatea de Științe Ecleziastice Orientale (SEO); 71 în Facultatea de Drept Canonic Oriental (DCO); față de un total de 422, dintre care 242 sunt studenți provenind de la alte Facultăți. Pe lângă profesorii și studenții de la Orientale, în fiecare an se adaugă aproximativ 400 de cercetători externi care vizitează biblioteca pentru motive de studiu.

## Misiune
Întemeiat de papa Benedict al XV-lea în anul 1917 și încredințat de papa Pius al XI-lea Societății lui Isus (iezuiții) în 1922, Institutul Pontifical Oriental este o școală de studii superioare având ca misiune angajamentul în favoarea Bisericilor Orientale. În ceea ce privește Bisericile Orientale, misiunea este aceea de a face cunoscute „bogățiile infinite care sunt conservate în visteriile propriilor tradiții” (Ioan Paul al II-lea, scrisoarea apostolică Orientale Lumen 4) și, în același timp, promovarea acestor bogății atât de puțin cunoscute în Occidentul latin. Institutul are ca obiectiv cercetarea, învățământul și publicațiile care privesc tradițiile Bisericilor Orientale: liturghiile lor, teologia, patristica, istoria, dreptul canonic, literatura și limbile, spiritualitatea, arheologia, arta, problemele mai importante pentru ecumenism și geopolitică.
Scopul Institutului Oriental este acela de a educa studenții care beneficiază deja de primele grade academice, indiferent de apartenența lor religioasă, romano-catolici sau greco-catolici, ortodocși și de alte confesiuni, pentru aprofundarea cunoștințelor lor cu privire la Răsăritul Creștin și Bisericile sale, teologia, spiritualitatea, liturghia, disciplina canonică, istoria și cultura. În marea lor majoritate studenții provin mai ales din țările cu Biserici Orientale: Orientul Mijlociu, Europa de Est, Africa (Egipt, Etiopia și Eritrea) și Asia (Kerala și alte părți din India, China), cu un număr semnificativ de studenți din Europa de Vest și din America interesați să studieze Orientul creștin. Astăzi, datorită valurilor de migranți și de refugiați din unele dintre țările menționate mai sus, studenții provin inclusiv din comunități creștine orientale din diasporă.

## Istoric

### Primii ani

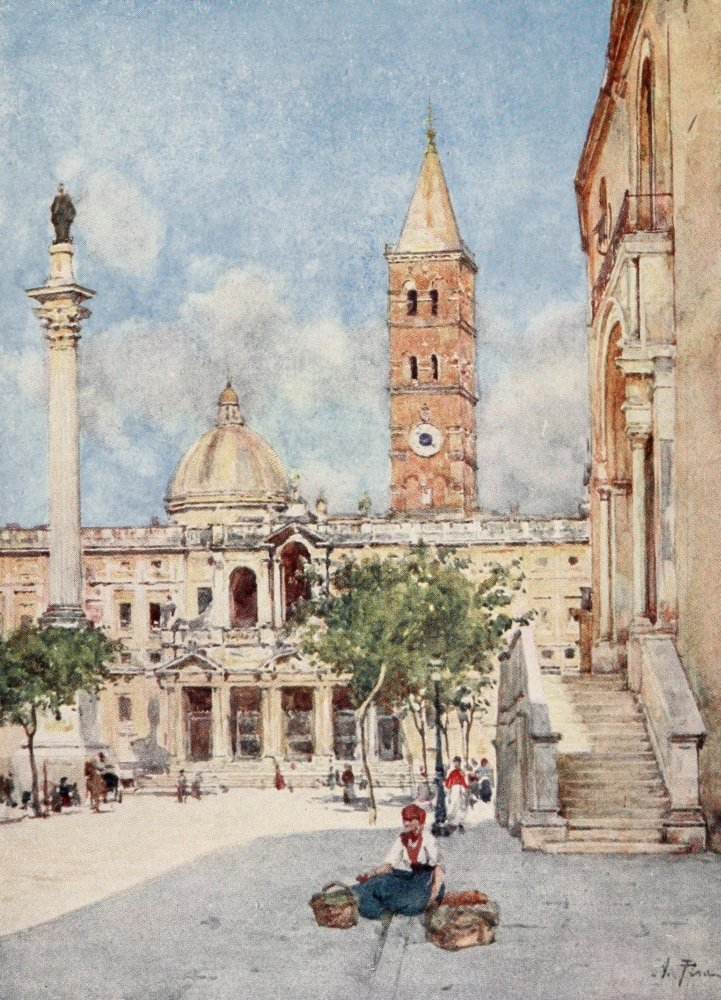
Santa Maria Maggiore, pictură de Alberta Pisa (1905)

Primul sediu provizoriu al Orientale s-a aflat în imediată apropiere de Vatican, în Palazzo dei Convertendi, Piața Scossacavalli, care mai târziu a lăsat loc faimoasei Via della Conciliazione. După aceea, pentru o scurtă perioadă de timp, Institutul a fost găzduit tot la Roma, într-o clădire care actualmente aparține Institutului Biblic (via della Pilotta, 25), până în 1926, an în care a primit un sediu definitiv lângă Bazilica Santa Maria Maggiore în Piața Santa Maria Maggiore, 7. 
Pe locul unde se află astăzi Institutul Oriental se găsea o veche bazilică având hramul Sf. Andrei, cunoscută cu apelativul Catabarbara sau Cata Barbara Patricia, biserică deja în ruină în secolul al XVI și astăzi dispărută. Bazilica a fost întemeiată de papa Simplicius în a doua jumătate a secolului al V-lea, în urma donației unei aule din faimoasa domus romana aparținând lui Iunius Annius Bassus, consul roman de la începutul secolului al IV-lea. Papii Romei nu au fost indiferenți la acest detaliu când au dorit întemeirea unui institut oriental chiar pe locul unde exista odinioară prima bazilică devoțională dedicată Sfântului Andrei, fratele Sfântului Petru și prin urmare patronul Răsăritului Creștin sub sfera de influență a Constantinopolului, inclusiv al României. 
Dintre toate bisericile din Roma, Bazilica Santa Maria Maggiore situată în aceeași piață este aceea care amintește cel mai mult de Orient. Mozaicurile sale faimoase au fost realizate în timpul papei Sixt al III-lea (432-440) în amintirea Conciliului Ecumenic al III-lea de la Efes (431), care, pentru a sublinia faptul că Isus Hristos este o persoană, a concluzionat că Maria, mama lui, este Născătoare de Dumnezeu, sau Theotokos, cum o numesc grecii. Dat fiind că bazilica se mândrește pentru că posedă o relicvă a ieslei, din punct de vedere liturgic este cunoscută și drept Biserica Ieslei, sau „ad Praesepe”. Întâi de toate, aici, în a doua jumătate a secolului al IX-lea, Sfinții Ciril și Metodiu au adus în mod solemn cărțile lor liturgice, însemnătatea fiind aceea că primind încuviințarea Papei, se aproba celebrarea litughiilor în limba slavonă bisericească, nu numai în latină. Pe o stradă laterală, în față la Orientale se află Bazilica Sfânta Prassede cu mozaicurile sale bizantine care atestă refuzul vehement al papei Pascal I de a accepta iconoclasmul, care renăștea în Orient în vremea construcției Bazilicii (817). În apropiere există o placă de marmură care amintște de locul morții lui Ciril, fratele sfântului Metodiu, mort în anul 869. În interiorul complexului unde se află institutul se găsește biserica Sfântului Antonie cel Mare (Sfântul Antonie Abate), către care creștinii răsăriteni au o devoțiune specială. El este un sfânt foarte venerat de popor și la Roma, unde persoane își amintesc încă de vremurile în care la sărbătoarea sfântului în această biserică se binecuvântau animalele. De când a fost întemeiat colegiul Russicum, de către papa Pius al XI-lea (1921-1939), biserica a fost încredințată iezuiților, care viețuiesc în colegiu.

### Primii o sută de ani

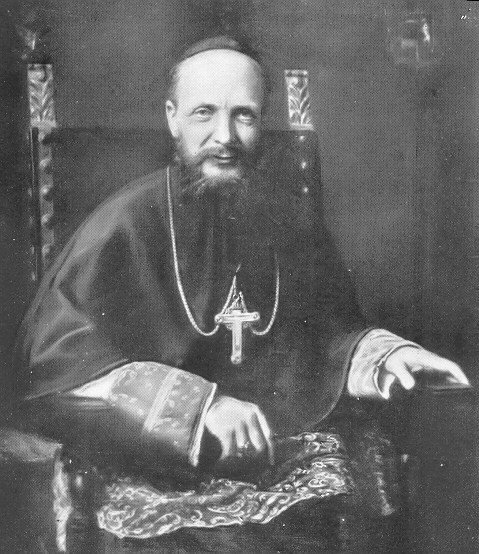
Monseniorul Michel d'Herbigny, episcop și rector al Institutului Pontifical Oriental din Roma

Institutul Oriental a fost creat ca o instituție geamănă a Congregației pentru Biserica Orientală, al cărei nume a fost schimbat în 1967 în Congregația pentru Bisericile Orientale. Institutul a fost creat în 1917 ca un răspuns la Chestiunea Orientală, problemă care a apărut după înfrângerea otomanilor în Războiul Ruso-Turc (1768–1774), încheiat cu Tratatul de la Kuciuk-Kainargi. Chestiunea orientală a devenit și mai acută după ce, în anul 1798 Napoleon I a declanșat Campania franceză din Egipt și Siria. Ce ar trebui făcut pentru milioanele de creștini aflați sub otomani după destrămarea imperiului? Chestiunea a devenit culminantă în vremea Congresului Euharistic de la Ierusalim din 1893, când patriarhii catolici orientali au exprimat neliniștile și cererile pentru comunitățile lor în fața legatului papal, cardinalul Benoît Langenieux. La rândul său, acesta le-a prezentat mai departe papei Leon al XIII-lea. Papa a convocat imediat o consfătuire a patriarhilor catolici orientali pentru anul următor (1894), al cărei rezultat a fost scrisoarea apostolică Orientalium dignitas, cunoscută drept Magna Charta Libertatum a drepturilor catolicilor orientali.
O dată cu destrămarea Imperiului Rus în urma revoluției din februarie 1917 și apărând iminentă dispariția Imperiului Otoman, papa a decis să acționeze. Printr-un motu proprio intitulat Providentis Dei (1 V 1917), a creat Congregația Orientală și tot cu un motu proprio intitulat Orientis catholici (15 octombrie 1917), a fondat Institutul Oriental. Pontiful și-a rezervat sieși calitatea de prefect al Congregației nou întemeiate, condusă la început de un secretar care, în conformitate cu dreptul canonic, trebuia să fie cardinal (cfr. can. 257 din Codex Iuris canonici Pio-Benedectin din 1917). Prin Constituția Apostolică Quod nobis in condendo, la trei ani de la întemeirea Orientale, Benedict al XV-lea a oferit instituției și dreptul de a acorda grade academice. Papa a insistat încă de la început asupra necesității de a constitui o bogată bibliotecă specializată care să favorizeze studiul corpului profesoral dar și a grupului de cercetători care se revendică din Orientale.

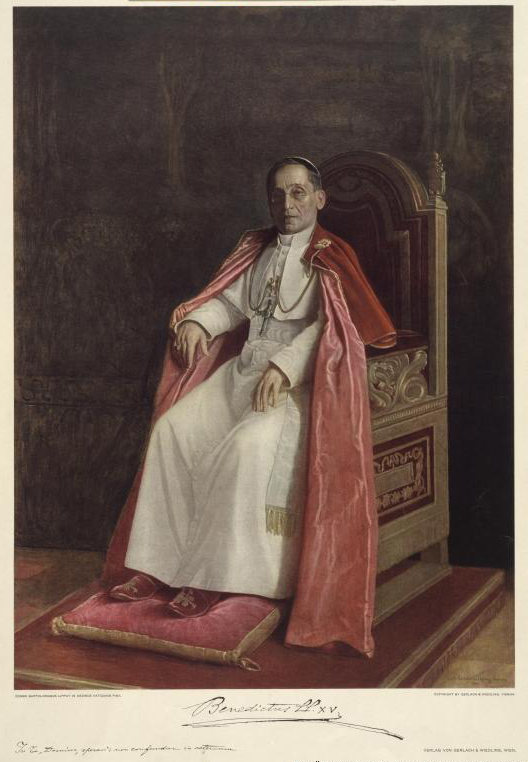
Papa Benedict al XV-lea

La început profesorii au fost selecționați din diferite ordine religioase și chiar dintre laici. Aceștia au fost Antoine Delpuch (1868-1936), din congregația Padri Bianchi, care a avut funcția de pro-Praeses, doi benedictini, între care fericitul Alfredo Ildefonso Schuster; trei asumpționiști, inclusiv Martin Jugie (1878-1954), profesor la Orientale în primii cinci ani ai institutului, și care a lăsat în urmă o monumentală sinteză de teologie răsăriteană; un dominican; un mehitarist; patru iezuiți, printre care și faimosul arheolog Guillaume de Jerphanion (1877-1948); doi ruși, un grec, și un etiopian precum și trei profesori laici, printre aceștia faimosul Michelangelo Guidi, filolog și istoric. 
La puțin timp după ce a devenit papă, Pius al XI-lea s-a gândit că cel mai bine ar fi să se îngrijească de Institut un singur Ordin călugăresc, nu doar pentru optimizarea gestiunii nevoilor imediate dar și pentru a putea planifica mai bine pregătirea acelora care ar urma să ducă mai departe activitatea didactică de la Orientale. Algerea sa a fost a Ordinului Iezuit, și într-o întâlnire cu prepozitul general Vladimir Ledochowski (14 IX 1922) pontiful roman a încredințat Orientale Societății lui Isus (iezuiților). Aceasta a fost și sugestia abatelui Alfredo Ildefonso Schuster, OSB, care între timp a devenit primul Praeses al Orientale cu funcții depline. A sosit așadar timpul pentru un prim praeses iezuit, care a fost Michel d’Herbigny (1880-1957), praeses la Orientale începând cu 1922 și până în 1931. A fost un om foarte înzestrat, care a reușit să dea un impuls instituției nou înființate, ceea ce se reflectă în primul rând în publicațiile din această perioadă, la care se adaugă și făurirea unui nou sediu pentru institut în Piața Santa Maria Maggiore. În urma unor controverse, consecința misiunilor sale atât de delicate în Rusia, a avut loc retragerea sa timpurie din activitate. Lui M. d’Herbigny i-a urmat în funcția de praeses Emil Hermann (1932-1951), specialist german în drept canonic, a cărui prudență l-a ajutat să conducă institutul în vremea războiului; apoi Ignacio Ortiz de Urbina (1951-1957), de origine din Țara Bascilor, patrolog foarte cunoscut; Alphonse Raes (1957-1962), cercetător renumit al tradițiilor siriene, care a devenit prefect al Bibliotecii Apostolice Vaticane; Joseph Gill (1962-1963), expert în domeniul Conciliului de la Florența (1438-1445) și curatorul principal al publicării actelor conciliului; din nou Joseph Gill (1964-1967), primul care a purtat titlul de rector începând cu 1965; Ivan Žužek (1967-1972), care ulterior a devenit secretarul Comisiei Pontificale pentru revizuirea dreptului canonic oriental; Georges Dejaifve (1972-1976), ecumenist renumit; Eduard Huber (1976-1981), fost rector al Școlii Rusești de la Meudon; Peter-Hans Kolvenbach (1981-1983), care la scurt timp a devenit prepozitul general al Societății lui Isus, pentru 25 de ani (1983-2008); Gilles Pelland (1984-1986), care a devenit apoi rectorul Universității Gregoriana; Gino Piovesana (1986-1990), a cărui experiență de rectorat la Universitatea Sophia din Tokio alături de competențele sale în filozofie rusă i-au fost de mare folos; Clarence Gallagher (1990-1995), canonist, singurul care a avut deopotrivă funcția de decan și pe aceea de rector; din nou Gilles Pelland (1995-1998), singurul rector care a avut două mandate în timpuri diferite; Héctor Vall Vilardell (1998-2007), ecumenist, care a fost rector timp de nouă ani; Cyril Vasil’ (2007-2009), canonist, care după numai doi ani a devenit arhiepiscop secretar al Congregației pentru Bisericile Orientale; Sunny Kokkaravalayil (2009-2010), și el canonist, a fost pro-rector timp de un an și vreme de șapte ani superior al comunității călugărești; James McCann (2010-2015), care după ce a terminat angajamentul de la Orientale a devenit Senior Vice President al Gregorian Foundation, New York; și David Nazar (din 2015), în timpul mandatului său Orientale nu numai că a fost renovat dar comunitatea călugărească a iezuiților a devenit una cu a iezuiților din Colegiul Pontifical Rus, cunoscută în mod obișnuit ca Russicum.
Primii o sută de ani de istorie ai institutului (1917-2017) pot fi împărțiți într-o primă perioadă de  unsprezece ani, când Orientale a început să prindă rădăcini și să se facă cunoscut, ceea ce s-a și întâmplat odată cu apariția enciclicei lui Papa Pius al XI-lea dedicată Institutului Oriental, „Rerum orientalium” (1928). Au urmat apoi cei treizeci de ani până în pragul Conciliului Vatican II (1928-1958), când au apărut roadele așteptate. În următorii treizeci de ani, până în 1989, climatul de dialog deschis de conciliu a dus la un interes reînnoit pentru Răsăritul Creștin. După căderea Cortinei de Fier în 1989 au apărut noi relații și oportunități pentru institut, imposibile în timpul Războiului Rece, iar mulți studenți din țările Europei de Est și-au început studiile la Orientale.

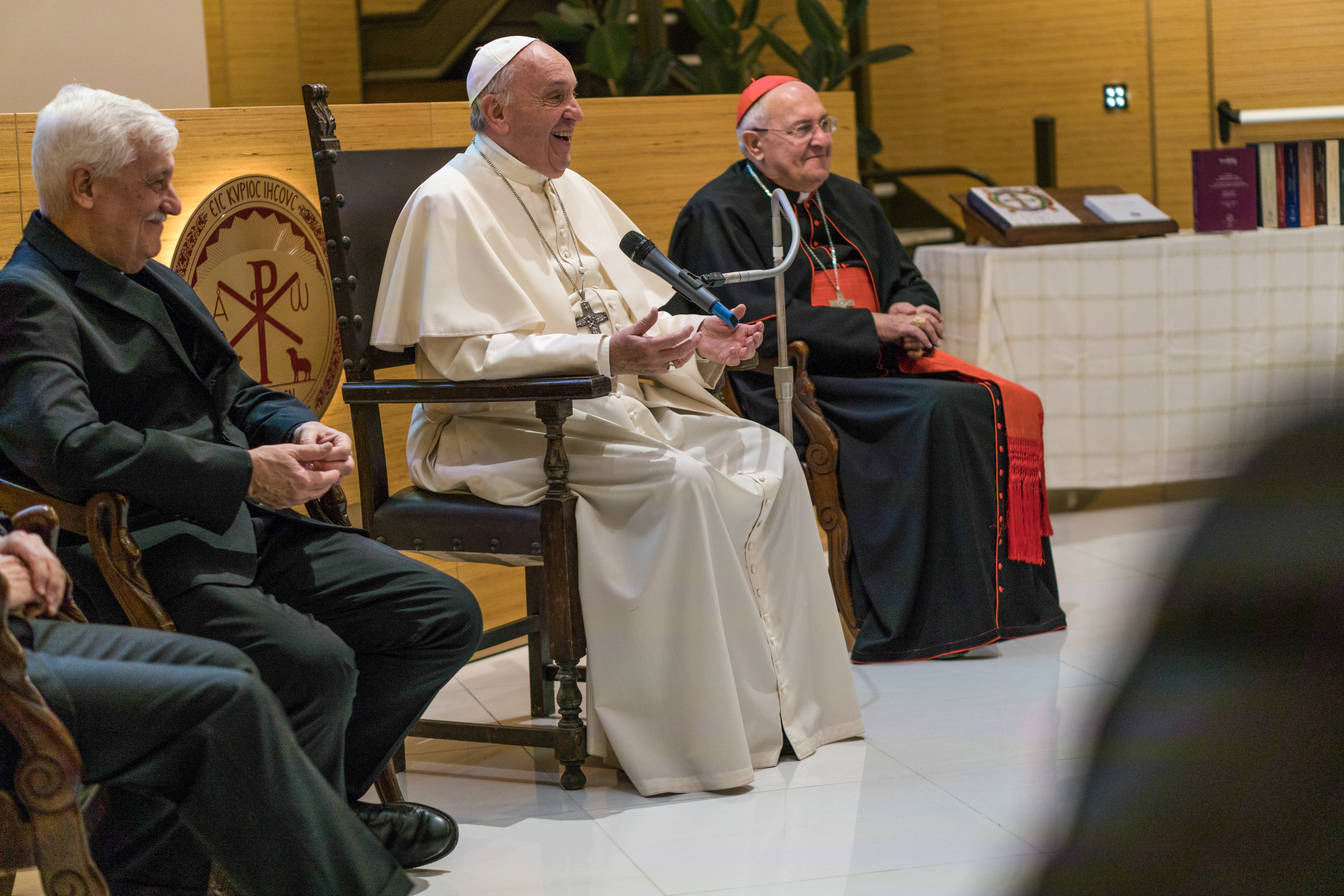
Papa Francisc în vizită la Orientale în 2017. De la stânga la dreapta: Arturo Sosa (prepozitul general al Societății lui Isus), papa Francisc, cardinalul Leonardo Sandri.

### Secolul al XXI-lea
Răspunzând cerinței de noi standarde pedagogice pentru cercetarea academică, biblioteca a fost de curând renovată și dotată cu aer condiționat, iluminată cu high-end LED, acustică modernă și resurse digitale tot mai numeroase. Pe 12 octombrie 2017 Papa Francisc a efectuat o vizită la Institutul Pontifical Oriental, cu ocazia centenarului înființării acestuia (1917-2017). O donație generoasă a permis o importantă restructurare care a lărgit spațiile Institutului, furnizând profesorilor birouri moderne, o sală destinată meselor studențești, precum și săli de întrunire pentru facultate și studenți. Orientale folosește G Suite și Google for Education, iar accesul la internet a fost îmbunătățit. Acest fapt permite sălii de conferințe să transmită evenimentele în streaming online și să ofere posibilitatea de cursuri și conferințe în direct.

## Biblioteca

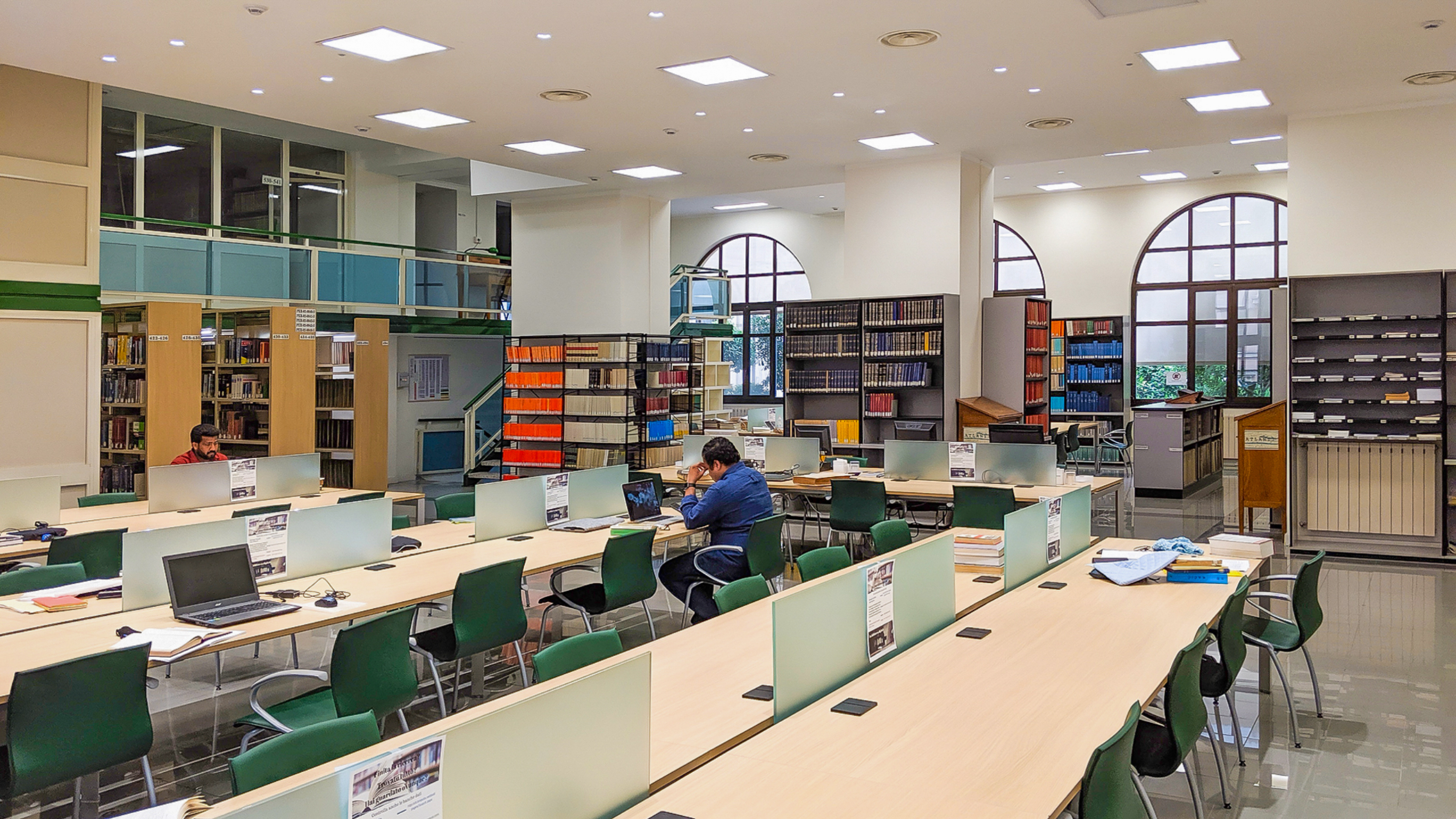
Cititori în bibliotecă

Biblioteca institutului este la ora actuală una din bibliotecile cele mai bine dotate în domeniul creștinismului răsăritean. Unele cărți care au fost dispersate sau distruse în primii ani ai Uniunii Sovietice și care astăzi sunt greu de găsit, au fost cumpărate de biblioteca institutului. Institutul Pontifical Oriental a urmărit cu atenție ceea ce s-a petrecut în Europa de Est, iar, spre exemplu, biblioteca este în posesia întregii colecții a ziarului sovietic Pravda. Printre incunabulele românești biblioteca posedă primul Noul Testament de la Bălgrad (1648), numeroase cărți liturgice, principalele lucrări ale corifeilor Școlii Ardelene, colecții de reviste aparținând Bisericii Ortodoxe Române și Greco-Catolice, dar și publicațiile Academiei Române sau colecția efemerului cotidian România, apărut între 1938 și 1940, la București. Spațiul bibliotecii a fost considerabil extins datorită interesului manifestat de papa Ioan Paul al II-lea după vizita sa la Orientale în 1987. Aula Magna, adică sala de conferințe care adăpostește și o parte din bibliotecă a fost recent renovată pentru celebrările centenarului din 2017. Ea oferă un safe space pentru discuții internaționale cu privire la actualitatea Răsăritului și problemele sale delicate. Siria, autocefaliile, genocidiul, nonviolența, sunt doar câteva teme la care imami, diplomați, patriarhi, cardinali și alți intelectuali le-au dezbătut împreună.

## Aspecte academice

### Facultăți și limbi de predare

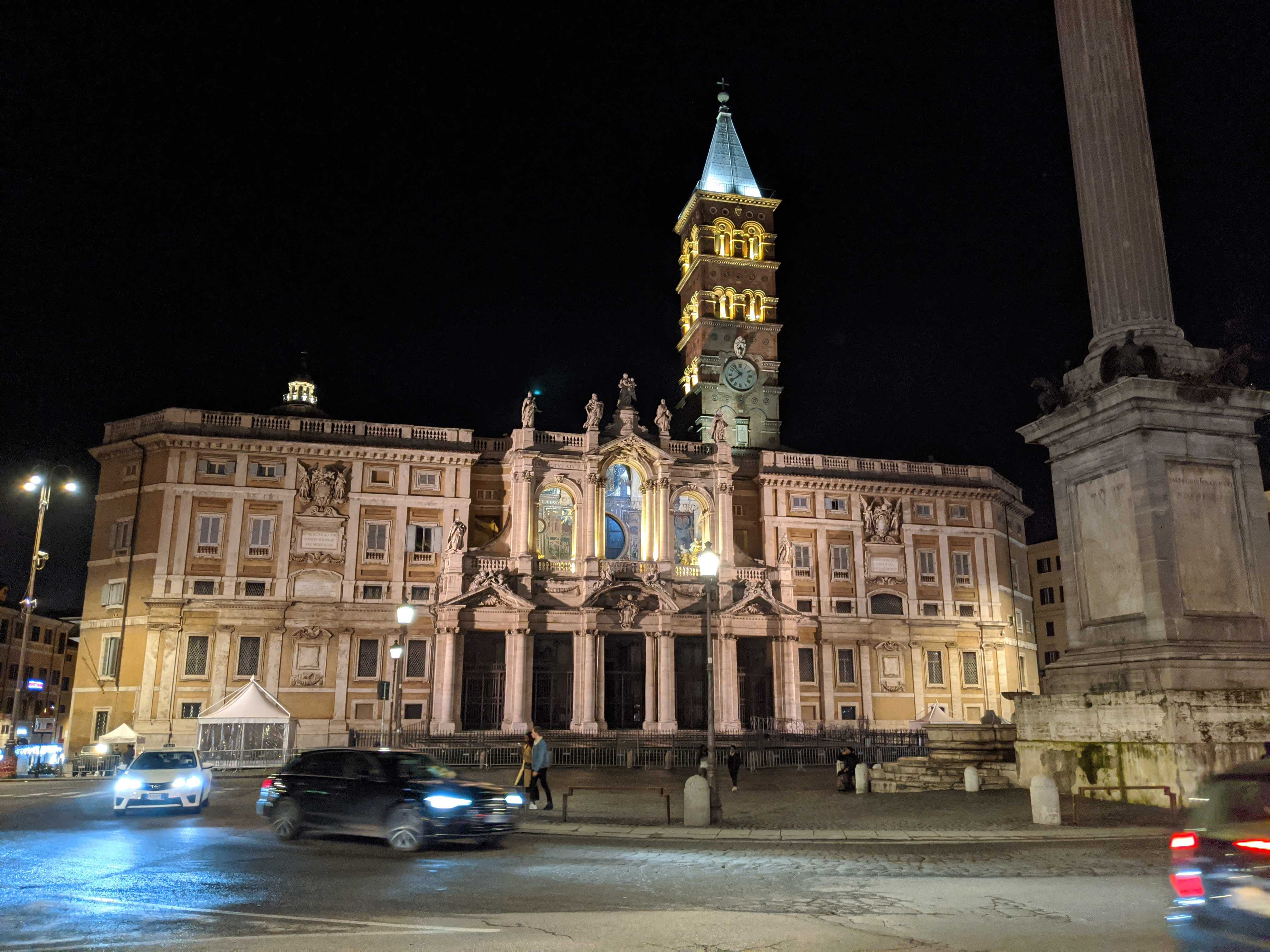
Bazilica Papală Santa Maria Maggiore situată în aceeași piață cu Institutul Pontifical Oriental

Ca Institut, Orientale are numai două facultăți: una de Științe Ecleziastice Orientale, cealaltă de Drept Canonic Oriental. La început exista o singură Facultate care cuprindea o programă cu directive stabilite de către Benedict al XV-lea în textul fondator, anume: teologie, spiritualitate, liturgică și drept canonic, alături de arheologie și de științele subsidiare care sunt necesare pentru a asigura o programă de studiu echilibrată a structurilor sociale, artei, culturii și istoriei. În acest curriculum, limbile constituie o parte importantă și, pe lângă italiană care este principala limbă de predare, greaca veche, limba siriacă, rusa și paleoslava au constituit dintotdeauna principala ofertă de studii. Pe lângă limba armeană, limba coptă, limba amhară (etiopiana liturgică) și limba georgiană, care au devenit părți ale curriculei, în ultimii ani au fost adăugate greaca modernă și româna. Greaca modernă este împărțită pe patru niveluri, după care poate fi obținută o diplomă recunoscută de guvernul grec. Pentru studenții la facultatea de drept canonic, latina este o condiție necesară și este materie de studiu. O programă articulată de limbă italiană a devenit centrul anului propedeutic. 
Desprinsă din Facultatea de Științe Ecleziastice Orientale, Facultatea de Drept canonic a fost creată în anul 1971, în parte pentru revizuirea dreptului canonic oriental dar și pentru pregătirea respectivului cod. Secretarul acestei comisii a fost Ivan Žužek SJ (1924-2004). Prin intermediul propriilor profesori de drept canonic, Orientale continuă să fie principalul centru de elaborare a Codului comun Bisericilor Catolice Orientale, privit cu interes și în anumite cercuri din lumea ortodoxă.

### Publicații

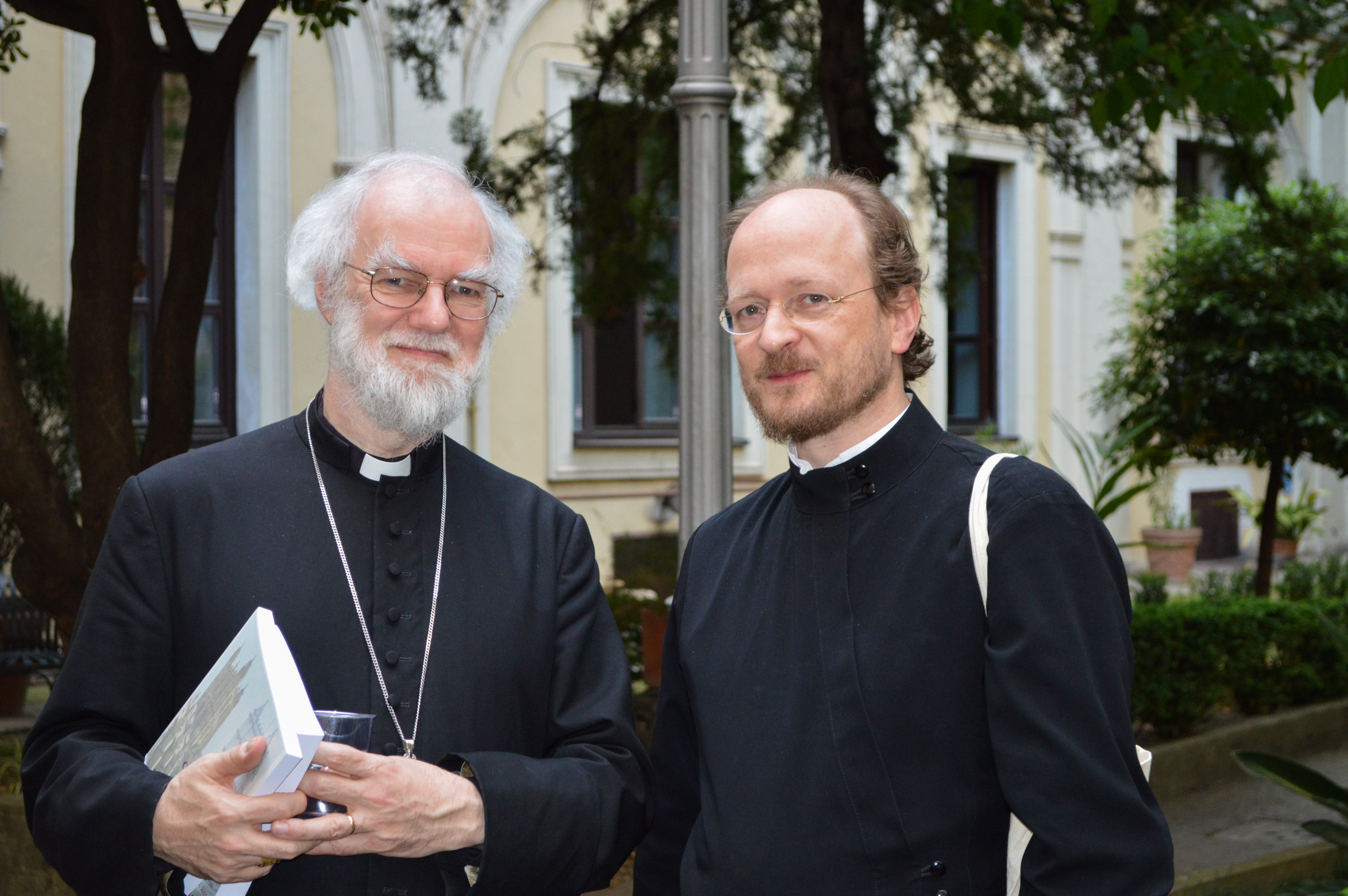
Arhiepiscopul Rowan Williams la Orientale în anul 2016 pentru Donahue Chair Lecture

Pe lângă predare și conferirea gradelor academice de la Licență la Doctorat, Orientale și-a câștigat renumele de pe urma publicațiilor sale. În anul 1923 a apărut primul număr din Orientalia Christiana. După o sută de numere publicate, în anul 1934 au fost diferențiate două serii: Orientalia Christiana Analecta, dedicată monografiilor, și Orientalia Christiana Periodica, dedicată articolelor și recenziilor. După promulgarea Codului de Drept Canonic pentru Bisericile Orientale (CCEO), în 1990 s-a decis lansarea unei noi serii monografice axată pe drept canonic. Astfel, în 1992 a apărut primul număr din Kanonika. Ediția critică a Anaforalele bizantine și Orientale, inițiată de Alphonse Raes în 1939, a atras atenția asupra unui tezaur din cele mai ignorate ale Orientului creștin iar munca sa de pionier a fost continuată de către cunoscutul liturgist Robert Taft, SJ. În momentul în care William Macomber a publicat cel mai vechi text cunoscut al Anaforalei lui Addai și Mari, puțini și-au imaginat cât de utilă va fi fost în anul 2001 la Congregația pentru Doctrina Credinței: în baza ei s-a decis recunoașterea ortodoxiei și validității anaforalei în care cuvintele consacrării nu sunt explicite.
 

## Rezultate semnificative

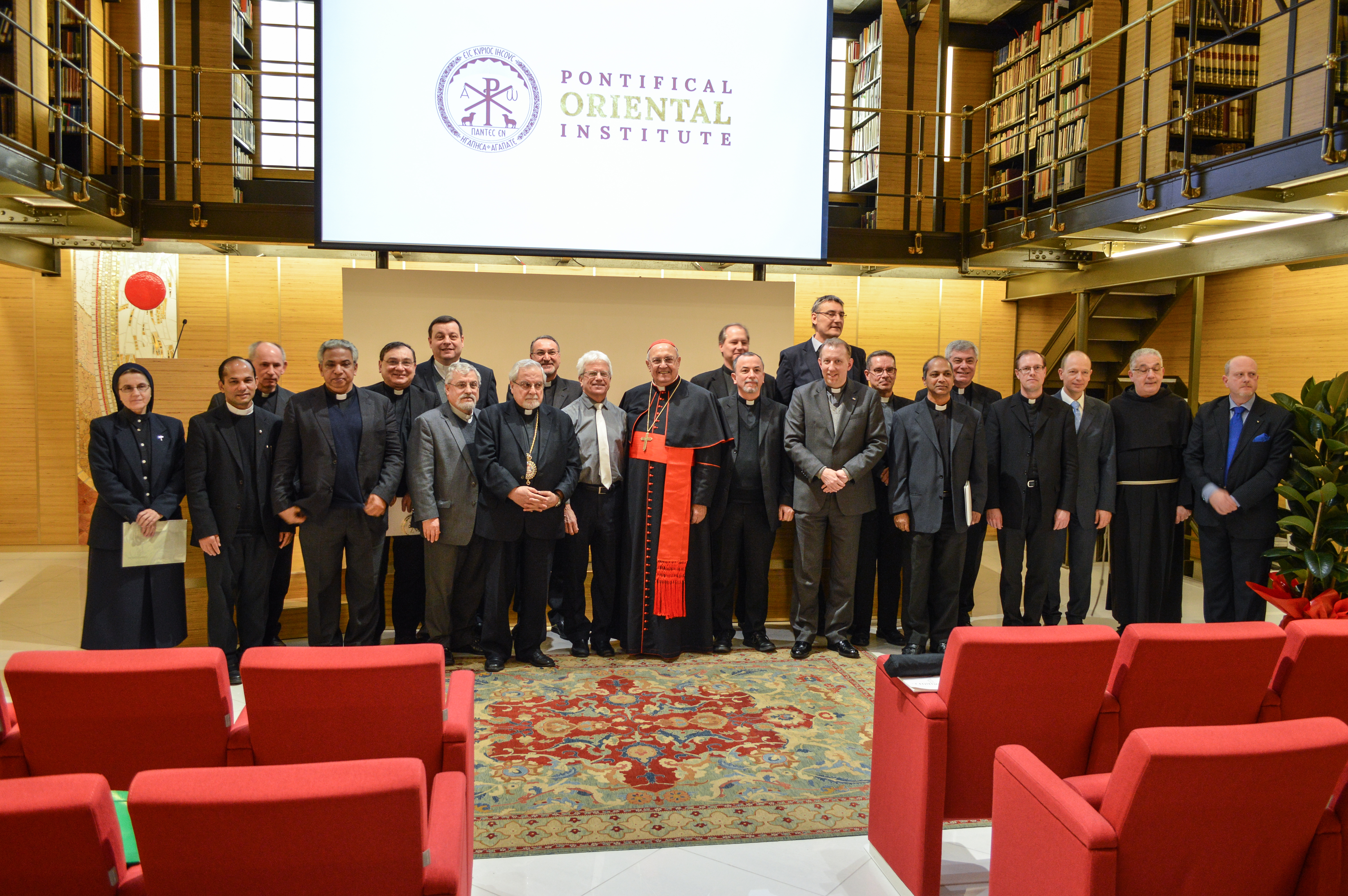
Simpozion pe tema crizei umanitare provocate de Războiul Civil Sirian, Institutul Pontifical Oriental, 2017

CCEO a fost aproape în întregime elaborat la Orientale. Acesta a reprezentat un pas înainte pentru creștinii răsăriteni catolici în precizarea propriei legislații, permițând fiecărei biserici „sui iuris” a Orientului dezvoltarea ulterioară a dreptului particular. O altă contribuție monumentală a fost ediția critică a documentelor din Conciliul de la Basel, Ferrara și Florența (1438-1445) pregătită de profesorii Facultății de Științe Ecleziastice Orientale. Aceasta a condus în anul 1947 la decizia lui Pius al XII-lea de a purifica ritul armean catolic de orice urmă de latinizare. Printre rezultatele muncii de cercetare se numără un studiu aprofundat al Liturghiei Sfântului Ioan Gură de Aur, în 6 volume, Dicționarul enciclopedic al Răsăritului Creștin, traducerile comentate din manuscrise siriene din secolele IX – XIII, publicarea a șapte volume din arhivele vaticane privitoare la Problema Armeană (1894-1925), o ediție asemănătoare despre Problema Asiro-caldeeană (1908-1938), un catalog comentat cuprinzând 150 de manuscrise etiopiene, studii detaliate privitoare la mozaicurile, frescele și arhitectura vechilor biserici din Asia Mică etc.

## Profesori

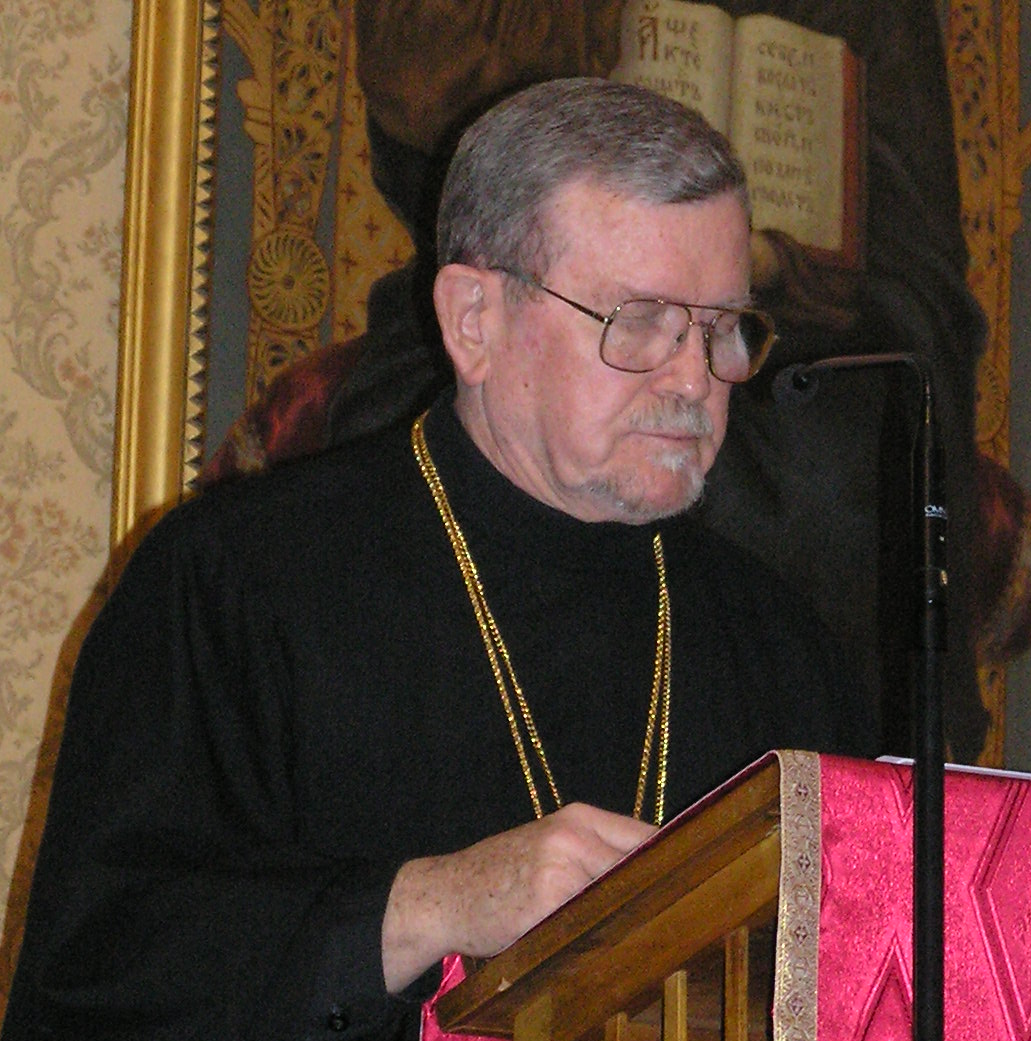
Profesorul Robert Taft, SJ., renumit profesor de liturgică de la Orientale

Guillaume de Jerphanion, SJ, rămâne vestit pentru studiile sale de arheologie și de pictură rupestră din Cappadocia. Marcel Viller, SJ, după ce a predat patristică la Orientale, a devenit unul din fondatorii monumentalului „Dictionnaire de Spiritualité”. Irénée Hausherr a fost profesor de spiritualitate răsăriteană, urmat la catedră de Tomáš Špidlík, cercetător al teologiei spirituale ruse. Hausherr a pus bazele studiului spiritualității orientale. Juan Mateos, S.J., pe urmele lui Anton Baumstark (1872-1948), este considerat de către R.F. Taft, SJ și G. Winkler, ca fondatorul „Școlii Mateos de Liturgică comparată” la Institutul Pontifical Oriental. Părintele Mateos a fost un foarte bun cunoscător al limbii române, și a fost de altfel destinat muncii în România, unde nu a mai putut ajunge, din cauza instalării comunismului. Profesorul Georg Hofmann a fost un expert german în istoria bisericii, care a avut un rol deosebit în editarea actelor Conciliului de la Florența. Orientale a beneficiat de pe urma unei întregi generații de liturgiști, printre care îi amintim pe Miguel Arranz, SJ (1930-2008) și mai sus menționatul Robert F. Taft (1932-2018). Samir Khalil Samir, SJ a avut o contribuție importantă la cunoașterea patrimoniului grandios al literaturii arabo-creștine și l-a cunoscut îndeaproape pe Andrei Scrima. Gustav Wetter, rectorul colegiului Russicum între anii 1947/1954, a fost o autoritate mondială în studiul marxismului. Placid J. Podipara, C.M.I, a fost un expert în domeniul creștinilor așa ziși ai Sfântului Apostol Toma, din India.

## Alumni renumiți
Patriarhul Bartolomeu I al Constantinopolului a studiat la Orientale între 1963 și 1968, unde a elaborat lucrarea sa de doctorat cu titlul: Sulla Codificazione dei Sacri Canoni e dei Precetti Canonici (Cu privire la Codificarea Sfintelor Canoane și a Prescripțiilor Canonice), sub îndrumarea Prof. Ivan Žužek.

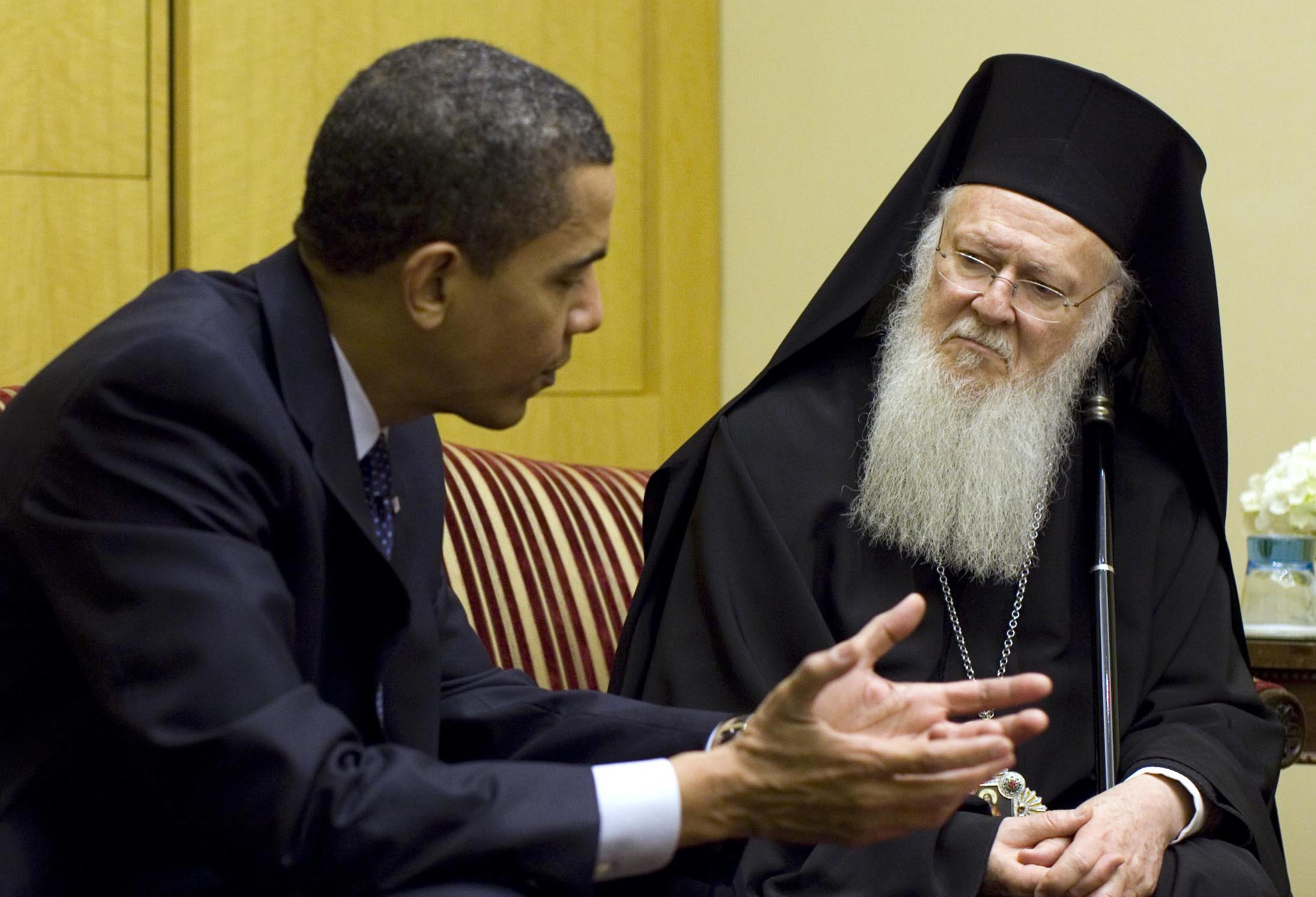
Președintele Barack Obama îl întâlnește pe Sanctitatea Sa Patriarhul Bartolomeu I, al Constantinopolului.

Patriarhul Gregorios III Laham, patriarh catolic emerit de Antiohia.
Cardinalul Iosif Slipyj, întâistătător al Bisericii Greco-Catolice din Ucraina.
Patriarhul Paul Cheiko Paul, Patriarh de Babilonia Caldeenilor.
Patriarhul Bidawid Raphael, Patriarh de Babilonia Caldeenilor.
Patriarhul Ignace Antoine Hayek, Patriarh de Antiohia Sirienilor.
Patriarhul Paul Méouchi, Patriarhul de Antiohia Copților.
Patriarhul Stephanos I Sidarouss, Patriarhul Alexandriei Copților.
Arhiepiscop Sviatoslav Șevciuc, în prezent întâistătătorul Bisericii Greco-Catolice din Ucraina.
Urmează lista celor legați în diferite moduri de Orientale și care au devenit cardinali. 
- Alfredo Ildefonso Schuster (1880-1954), OSB, primul praeses și profesor de liturgică la Orientale.
- Krikor Bedros Agagianian (1895-1971), întâistătător al Bisericii Catolice Armene
- Franz Ehrle (1845-1934), cardinal, fost profesor la Institutul Pontifical Oriental.
- Eugène Tisserant (1884-1972), secretar al Congregației pentru Bisericile Orientale.
- Franz König (1905-2004), arhiepiscop al Vienei și fondatorul Pro Oriente.
- Alois Grillmeier (1910-1998), profesor de patristică și de dogmatică.
- Władysław Rubin (1917-1990), prefect al Congregației pentru Bisericile Orientale.
- Tomáš Špidlík (1919-2010), profesor de spiritualitate creștină răsăriteană.
- Jozef Tomko (1924-2022), prefect al Congregației pentru Evanghelizarea Popoarelor.

Fericitul Eugen Bossilkov, episcop de Nicopole în Bulgaria și martir, a studiat teologia la Institutul Pontifical Oriental. În luna aprilie a anului 2013 doi episcopi ortodocși, foști studenți la Orientale au fost răpiți la Alep, în Siria: episcopul grec ortodox Paul Yazigi și episcopul sirian ortodox Mor Gregorius Yohanna Ibrahim. Situația lor se aseamănă cu aceea a lui Michel Kajal, un alt student al institutului, care a fost și el răpit și nu se știe nimic despre soarta lui. Alți studenți remarcabili sunt: Engelbert Kirschbaum, SJ, arheolog; Robert Murray, SJ, siriacist și marele prieten al lui J.R.R. Tolkien; Alessandro Bausani, islamolog; Hans-Joachim Schulz, liturgist, Lambert Beauduin, OSB, fondatorul mănăstirii benedictine de la Chevetogne și René Vouillaume, priorul Micilor Frați ai lui Isus. Yves de Montcheuil (1900-1942), un foarte promițător teolog care a fost executat de naziști în timpul celui de-al doilea Război Mondial, și-a făcut studiile aici.

## Români la Orientale
În 1943 Silvestru Augustin Prunduș (1915-2004), călugăr bazilitan greco-catolic, a susținut la Institutul Pontifical Oriental teza de doctorat: „Introductio linguae romenae in Sanctam Liturgiam” [Introducerea limbii române în Sfînta Liturghie]. Întors în țară a pătimit mai mulți ani în închisorile comuniste organizând în cladestinitate o importantă școală de teologie.
Istoricul Vasile Bărbat (1925-1963) a fost vice-director al bibliotecii Institutului Pontifical Oriental. Teza sa de doctorat, pe care a susținut-o la PIO: „Instituirea funcției "Teologului" în Biserica Română Unită”. 
Arhiepiscopul Aurel Percă a studiat la Institutul Oriental, obținând licența în teologie în anul 1985.
Episcopul Ioan Casian Tunaru, episcop al diecezei ortodoxe române a Canadei, este și el un fost alumn al Institutului.
Arhimandritul Andrei (Hoarste), episcop ales, vicar al Episcopiei Ortodoxe Române din America (OCA), a obținut în anul 2019 titlul de doctor în Teologie cu o teză despre Sf. Ioan Damaschin.
Limba română nu este o necunoscută la Orientale, generații de profesori o cunoșteau, să-l amintim numai numai pe Juan Mateos, fondatorul școlii de liturgică de la Orientale, despre care am mai pomenit. În ultimii ani, în urma unui acord semnat în 2015 între Ambasada României la Vatican și Institutul Oriental, limba română este predată ca limbă străină într-un curs anual gratuit, organizat pe mai multe niveluri. De asemenea, în aulele Institutului este găzduită provizoriu o secție pentru diasporă a Facultății de Teologie Ortodoxă a Universității din București.

## Publicații
- Orientalia Christiana Analecta publică lucrări - cărți de specialitate cu privire la Răsăritul Creștin.
- Orientalia Christiana Periodica conține articole și recenzii.
- Kanonika specializată pe drept canonic.
- Anaphorae Orientales editează rugăciunile Euharistice specifice Orientului Creștin.
- Edizioni Orientalia Christiana publică de asemenea cărți cu specific creștin-Oriental.[32]

## Persoane asociate și alumni
- Ján Babjak (n. 1953), mitropolit
- Bartolomeu I al Constantinopolului (n. 1940), patriarh
- Eugen Bossilkov (1900-1952), episcop de Nicopole, victimă a regimului stalinist din Bulgaria
- Virgilio Canio Corbo (1918-1991), profesor de arheologie
- Peter Dufka
- John D. Faris
- Borys Gudziak
- Moussa El-Hage
- Édouard Hambye
- Irénée Hausherr (1891-1978)
- Michel d'Herbigny
- Viaceslav Ivanov (1866-1949), scriitor
- Mar Sarhad Yawsip Jammo
- Guillaume de Jerphanion
- Peter Hans Kolvenbach
- Xavier Koodopuzha
- Hlib Lonchyna
- Thomas Mar Koorilos
- Teodor Martynyuk
- Józef Milik
- Paul Mulla
- George Nedungatt
- Andrew Pataki
- Aurel Percă (n. 1951), arhiepiscop
- Victor J. Pospishil
- Dimitri Salachas
- Samir Khalil Samir
- Leonardo Sandri
- Iosif Slipyj (1892-1984), întâistătător al Bisericii Greco-Catolice Ucrainiene, deținut politic, cardinal
- Joseph Soueif
- Tomáš Špidlík (1919-2010), cardinal
- Robert F. Taft
- Mar Awa Royel
- William Toma
- Raphael Thattil
- Andrews Thazhath
- Jacob Thoomkuzhy
- Alexandr Volkonsky
- Cyril Vasiľ
- Ivan Žužek